# Ganoderma tropicum
Ganoderma tropicum är en svampart som först beskrevs av Franz Wilhelm Junghuhn, och fick sitt nu gällande namn av Giacopo Bresàdola 1910. Ganoderma tropicum ingår i släktet Ganoderma och familjen Ganodermataceae.   Inga underarter finns listade i Catalogue of Life.